# تساپاروو
تساپاروو (به بلغاری: Tsaparevo) یک منطقهٔ مسکونی در بلغارستان است که در استان بلاگووگراد واقع شده‌است.